# ブヴィーヌ級海防戦艦
ブヴィーヌ級海防戦艦 (Bouvines class garde côte cuirassé) は1890年代に造られたフランスの海防戦艦。
本級は海防戦艦「ジュマプ級｣の改良型で、前級が沿岸部だけで使用するように艦首甲板が低く設計されていたが、本級では外洋での航行能力を考慮して艦首を高くして外洋航行能力を得た。新造時はビルジキールが無く良く揺れたため、後に装備して欠点の少ない艦となった。

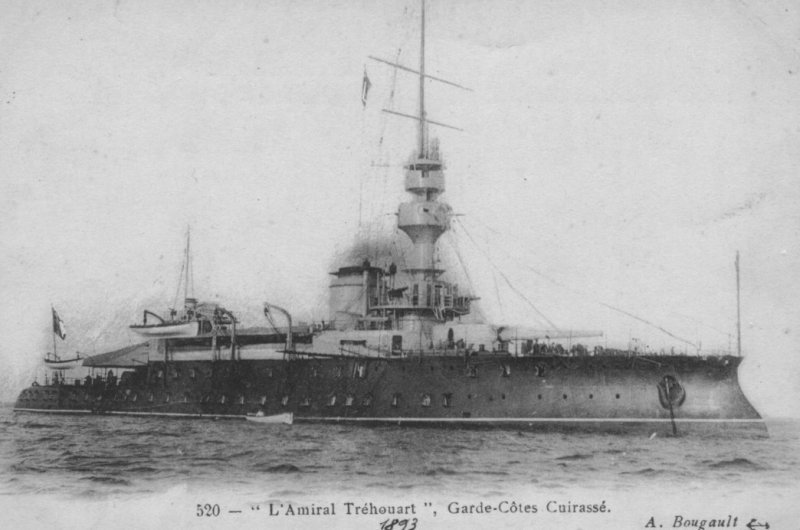

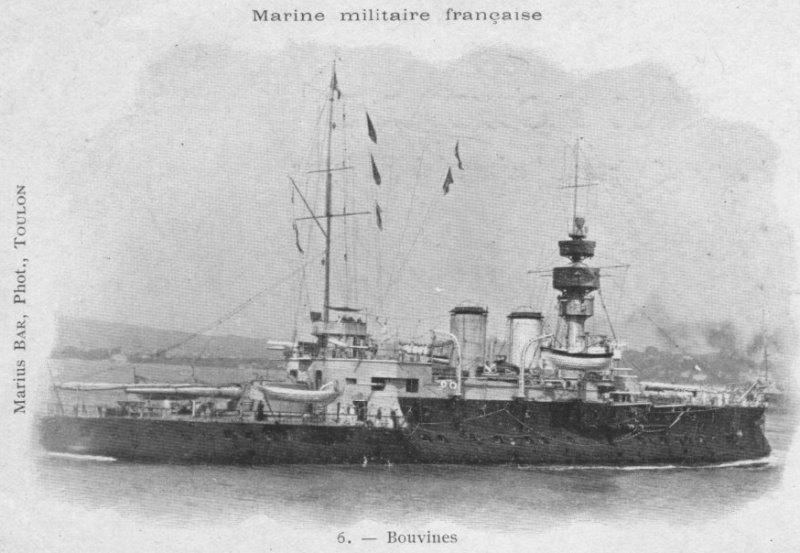

## 艦形について
海防戦艦として甲板の低いデザインから、艦首甲板の高い長船首楼型船体となった。艦首から30.5cm主砲塔が1基、司令塔を組み込むミリタリーマストの立つ艦橋、二本煙突、簡素な単脚檣、甲板一段分下がって後ろ向きの2番主砲塔が1基の順である。

### 機関
ボイラーは水管缶16基。これに、直立三段膨張式レシプロ機関2基2軸推進とした。公試において自然通風航走状態で出力8500hp、速力17ノットを発揮した。

## 要目

### 竣工時
- 水線長: 86.5m
- 全長: 89.4m
- 全幅: 17.8m
- 吃水: 7.5m
- 基準排水量: -トン
- 常備排水量: 6,681トン
- 満載排水量: -トン
- 兵装
  - 1887年型 30.5cm（45口径）単装砲 2基
  - 1891年型 10cm（50口径）単装砲 8基
  - オチキス47mm回転式機銃 10基
  - 45cm魚雷発射管 単装2基
- 機関: 石炭専焼水管缶16基+直立三段膨張式レシプロ機関2基 2軸推進
- 最大出力: 8500hp
- 航続性能: -ノット/-海里(石炭：500トン)
- 最大速力: 17ノット
- 装甲 
  - 舷側装甲: 250mm～460mm
  - 甲板装甲: 109(10+10+89)mm
  - 主砲塔装甲: 370mm（前盾）、320mm（側盾）、-mm（後盾）、-mm（天蓋）
  - 副砲塔ケースメイト:170mm
  - バーベット部: 450mm
  - 司令塔: -mm
  - 乗員: 340～360名
- 同型艦: ブヴィーヌ、アミラル・トレトゥアール

## 参考図書
- 「世界の艦船増刊第38集　フランス戦艦史」(海人社)
- 「Conway All The World's Fightingships 1860-1905」（Conway）
- 「Jane's Fighting Ships Of World War I」（Jane）